# آردویکس
آردویکس (به فرانسوی: Ardoix) یک کمون در فرانسه است که در canton of Satillieu واقع شده‌است. آردویکس ۱۲٫۱۵ کیلومتر مربع مساحت دارد ۳۶۰ متر بالاتر از سطح دریا واقع شده‌است.